# 1949 en littérature
| Années de la littérature : 1946 - 1947 - 1948 - 1949 - 1950 - 1951 - 1952    |
| Décennies de la littérature : 1910 - 1920 - 1930 - 1940 - 1950 - 1960 - 1970 |

Cet article présente les faits marquants de l'année 1949 en littérature.

## Événements
- Robert Voisin fonde la maison d'édition théâtrale française de L'Arche.
- Débat Lukás en Hongrie (1949-1950).
- Les « éditions Rouge et Or », département de littérature pour la jeunesse des Presses de la Cité deviennent la « Collection Rouge et Or ».

## Presse
- 29 mars : Jean Prouvost fonde l'hebdomadaire Paris Match.
- Robert Chandeau ajoute à l'hebdomadaire Opéra un supplément bimensuel, Opéra, supplément théâtre, qui deviendra L'Avant-Scène en 1953.

## Parutions

### Essais
- Simone de Beauvoir, Le Deuxième Sexe (tome I) (mai)
- Vladimir Jankélévitch, Traité des vertus.
- Aldo Leopold, Almanach d'un comté des sables.
- Claude Lévi-Strauss, Les Structures élémentaires de la parenté.
- Livre posthume de Simone Weil, L'Enracinement.
- Georges Poulet : Études sur le temps humain, éd. Plon.

#### Histoire
- Fernand Braudel (historien), La Méditerranée et le Monde méditerranéen à l'époque de Philippe II.
- René Grousset (historien), Figures de proue. Sur le thème du rôle décisif des héros.

### Poésie
- Claude-Edmonde Magny, Poètes d'aujourd'hui. Arthur Rimbaud, éd. Pierre Seghers, 206 pages.

### Romans

#### Romans francophones
- Antoine Blondin, L'Europe buissonnière.
- Frédéric Dard, Réglez-lui son compte, premier volume signé San-Antonio.
- Jean Genet, Journal du voleur.
- Marguerite Yourcenar, Le Coup de grâce.

#### Romans traduits
- Curzio Malaparte (italien), La Peau (septembre).
- 8 juin : George Orwell (anglais), 1984.
- Renata Viganò (italienne), L'Agnese va a morire (Agnès va mourir). Prix Viareggio.

#### Littérature
- Gaëtan Picon : Panorama de la Nouvelle Littérature Française, éd. Gallimard.

#### Nouvelles
- Jorge Luis Borges (argentin), L'Aleph. 17 nouvelles.
- Truman Capote (américain), Un arbre de nuit (A Tree of Night).

### Théâtre
- 10 février : La pièce Mort d'un commis voyageur d'Arthur Miller est présentée pour la première fois à Broadway.
- 12 novembre : Maître Puntila et son valet Matti, premier spectacle du Berliner Ensemble fondé par Bertolt Brecht et Hélène Weigel.
- 15 décembre : Albert Camus, Les Justes

## Prix littéraires et récompenses
- 2 mai : Arthur Miller prix Pulitzer pour Mort d'un commis voyageur.
- 3 novembre : L'écrivain américain William Faulkner reçoit le prix Nobel de littérature.
- Prix Goncourt : Week-end à Zuydcoote de Robert Merle.
- Prix Renaudot : Le Jeu de patience de Louis Guilloux.
- Prix Femina : La Dame de cœur de Maria Le Hardouin.
- Prix Interallié : Les Chiens enragés de Gilbert Sigaux
- Grand prix du roman de l'Académie française : Évasion 44 d'Yvonne Pagniez.
- Prix des Deux Magots : Autour de Chérubine de Christian Coffinet
- Prix du Quai des Orfèvres : Francis Didelot pour L'Assassin au clair de lune.
- Prix Fénéon : Michel Cournot pour Martinique
- Prix Viareggio : Renata Viganò pour L'Agnese va a morire (Agnès va mourir)
- Voir la liste des Prix du Gouverneur général 1949.

## Principales naissances
- Ahmed Abodehman, écrivain saoudien.
- 12 janvier : Haruki Murakami, écrivain japonais.
- 11 avril : Dorothy Allison, romancière américaine († 6 novembre 2024).
- 9 juillet : Louise Dupré, poète et romancière québécoise.
- 27 septembre : Denis Vanier, poète québécois († 7 octobre 2000).
- 4 octobre : Luis Sepúlveda, écrivain chilien († 16 avril 2020).
- 31 décembre : Normand de Bellefeuille, poète, écrivain et critique littéraire québécois († 8 janvier 2024).

## Principaux décès
- 5 mai : Maurice Maeterlinck, écrivain belge, lauréat du prix Nobel de littérature en 1911 (° 29 août 1862).
- 27 mai : Ali Douagi, écrivain tunisien (° 4 janvier 1909).
- 10 juin : Sigrid Undset, écrivaine norvégienne (° 20 mai 1882).
- 16 juillet : Vyacheslav Ivanov, 83 ans, poète, philosophe, dramaturge et traducteur russe (° 16 février 1866).
- 16 août : Margaret Mitchell, romancière et journaliste américaine (° 8 novembre 1900).
- 20 octobre : Jacques Copeau, écrivain, acteur et animateur français.
- 30 octobre : Eugène Maas, auteur dramatique français.
- 10 novembre : Édouard Dujardin, romancier, poète et auteur dramatique français.